# 智利足球乙级联赛
智利足球乙级联赛（西班牙語：Segunda División Profesional del Fútbol Profesional Chileno，簡稱智乙），是智利足球聯賽系統的第 3 級別。